# 南常盤台
南常盤台（みなみときわだい）は、東京都板橋区の町名。現行行政地名は南常盤台一丁目および南常盤台二丁目。全域で住居表示が実施されている。

## 地理
板橋区の南部に位置する。南東端で石神井川に接する。北で常盤台、東で石神井川を隔てて弥生町、南で東山町、南西で東新町と隣接する。北辺を東武東上線、南辺を国道254号（川越街道）、一丁目東部を東京都道318号環状七号線（環七通り）が通じている。町域の東側が南常盤台一丁目、西側が同二丁目である。一丁目はときわ台駅北口ロータリーと川越街道を結ぶ道沿いの商店街を中心として、主に商業地域である。二丁目は主に住宅地である。

### 地形
- 武蔵野台地成増台の高台に属する。一丁目東部で石神井川に向けて下り勾配となっている他は、ほぼ平坦である。

### 河川
- 石神井川

### 地価
住宅地の地価は、2025年（令和7年）1月1日の公示地価によれば、南常盤台2-25-5の地点で62万7000円/m2となっている。

## 歴史
廃藩置県実施前は武蔵国豊島郡上板橋村。南常盤台地域は字原（はら）、字向屋敷（むかいやしき）などであった。

### 沿革
- 天祖神社の創建年代は明らかになっていない。一説では、後深草天皇の時代（13世紀中ごろ）に、伊勢神宮に祭られている天照大御神を勧請したと伝えられている。
- 1457年（長禄元年）ごろ：太田道灌により、川越街道が開かれる。
- 1639年（寛永16年）：川越城主松平信綱の命により、川越街道が中山道脇往還として整備される。
- 1871年（明治4年）11月：浦和県（現埼玉県）から東京府に編入。大区小区制実施。
- 1878年（明治11年）：郡区町村編制法により北豊島郡が設置され、東京府北豊島郡上板橋村となる。
- 1914年（大正3年）：東上鉄道開通。当地に駅は設置されなかった。
- 昭和初期：現在の川越街道（国道254号線）の整備が行われる。
- 1932年（昭和7年）10月1日：東京府内市郡併合による板橋区発足に伴い、東京府東京市板橋区（旧）上板橋町二・三・四丁目となる。（1943年8月1日　東京都制施行）
- 1935年（昭和10年）10月20日：東武東上線武蔵常盤駅開業。
- 1945年（昭和20年）6月10日：米軍爆撃機B29による空襲を受け、天祖神社の狛犬のひとつに穴が開く。
- 1947年（昭和22年）：上板橋第一中学校開校。
- 1949年（昭和24年）：駅南口設置のため、天祖神社境内のおよそ半分が割譲される。南口は1950年竣工。
- 1951年（昭和26年）：武蔵常盤駅がときわ台駅に改称される。
- 1960年（昭和35年）：地番整理により、（旧）上板橋町二・三・四丁目の一部が東京都板橋区南常盤台一丁目～二丁目に再編される。
- 1964年（昭和39年）：東京都道318号環状七号線（環七通り）開通。
- 1972年（昭和47年）：よしや常盤台店開店。

### 地名の由来
1960年の地番整理時にできた町名である。東武東上線の線路を隔てて、常盤台住宅地の南側に位置することから名づけられた。

## 世帯数と人口
2025年（令和7年）3月1日現在（板橋区発表）の世帯数と人口は以下の通りである。
| 丁目           | 世帯数    | 人口    |
| -------------- | --------- | ------- |
| 南常盤台一丁目 | 2,889世帯 | 4,118人 |
| 南常盤台二丁目 | 2,130世帯 | 3,375人 |
| 計             | 5,019世帯 | 7,493人 |

### 人口の変遷
国勢調査による人口の推移。
| 年                 | 人口  |
| ------------------ | ----- |
| 1995年（平成7年）  | 5,847 |
| 2000年（平成12年） | 6,091 |
| 2005年（平成17年） | 6,302 |
| 2010年（平成22年） | 6,454 |
| 2015年（平成27年） | 6,931 |
| 2020年（令和2年）  | 7,513 |

### 世帯数の変遷
国勢調査による世帯数の推移。
| 年                 | 世帯数 |
| ------------------ | ------ |
| 1995年（平成7年）  | 2,824  |
| 2000年（平成12年） | 3,141  |
| 2005年（平成17年） | 3,407  |
| 2010年（平成22年） | 3,796  |
| 2015年（平成27年） | 4,237  |
| 2020年（令和2年）  | 4,743  |

## 学区
区立小・中学校に通う場合、学区は以下の通りとなる（2021年8月時点）。
| 丁目           | 番地                 | 小学校                   | 中学校                   |
| -------------- | -------------------- | ------------------------ | ------------------------ |
| 南常盤台一丁目 | 4～19番 33～39番     | 板橋区立上板橋小学校     | 板橋区立上板橋第一中学校 |
| 南常盤台一丁目 | 1～3番 20～32番 40番 | 板橋区立常盤台小学校     | 板橋区立上板橋第一中学校 |
| 南常盤台二丁目 | 1～4番 15～17番      | 板橋区立常盤台小学校     | 板橋区立上板橋第三中学校 |
| 南常盤台二丁目 | 5～14番              | 板橋区立上板橋小学校     | 板橋区立上板橋第三中学校 |
| 南常盤台二丁目 | 18～27番             | 板橋区立上板橋第四小学校 | 板橋区立上板橋第三中学校 |

## 事業所
2021年（令和3年）現在の経済センサス調査による事業所数と従業員数は以下の通りである。
| 丁目           | 事業所数  | 従業員数 |
| -------------- | --------- | -------- |
| 南常盤台一丁目 | 247事業所 | 1,614人  |
| 南常盤台二丁目 | 115事業所 | 683人    |
| 計             | 362事業所 | 2,297人  |

### 事業者数の変遷
経済センサスによる事業所数の推移。
| 年                 | 事業者数 |
| ------------------ | -------- |
| 2016年（平成28年） | 373      |
| 2021年（令和3年）  | 362      |

### 従業員数の変遷
経済センサスによる従業員数の推移。
| 年                 | 従業員数 |
| ------------------ | -------- |
| 2016年（平成28年） | 2,328    |
| 2021年（令和3年）  | 2,297    |

## 交通

### 鉄道
- 東武鉄道
  - 東武東上線：ときわ台駅　各駅停車のみ。
    - 上り：池袋方面
    - 下り：成増・川越市・寄居方面

### バス
- 国際興業バス・関東バス（共同運行）
  - 南常盤台：赤31 赤羽駅東口行き・高円寺駅北口行き
- 都営バス
  - 南常盤台：王78 王子駅行き・高円寺陸橋経由　新宿駅西口行き
- 国際興業バス　
  - ときわ台駅入口：光02 池袋駅東口行き・光が丘駅行き

### 道路
- 国道254号（川越街道）
- 東京都道318号環状七号線（環七通り）

## 施設
一丁目
- 板橋区立上板橋第一中学校
- よしや常盤台店：出店前は緑屋が営業していた。
- 板橋南常盤台郵便局

二丁目
- 天祖神社
- 板橋消防署常盤台出張所

## その他

### 日本郵便
- 郵便番号 : 174-0072[3]（集配局 : 板橋北郵便局[17]）。